# Samuel Lovett Waldo

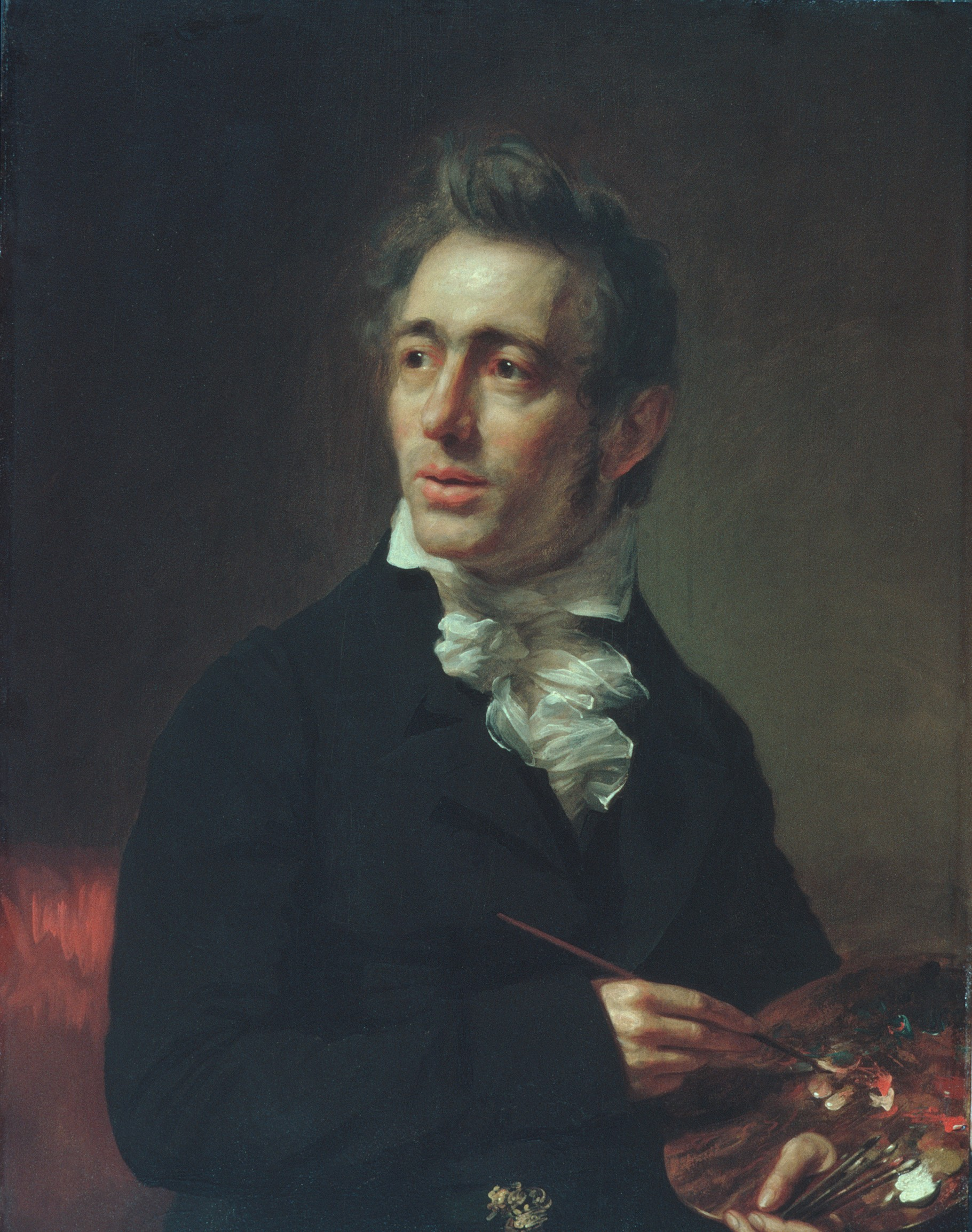
Samuel Waldo Lovett: Selbstporträt (ca. 1815). The Metropolitan Museum of Art, New York City

Samuel Lovett Waldo (* 6. April 1783 in Windham, Connecticut; † 16. Februar 1861 in New York City) war ein US-amerikanischer Porträtmaler.

## Leben
Samuel Lovett Waldo wurde 1783 in Windham im US-Bundesstaat Connecticut geboren. Bereits in jungen Jahren zeigte er ein ausgeprägtes Interesse an der Kunst. Nach einer Lehre bei Joseph Steward in Hartford ging er 1806 nach London, wo er unter anderem Schüler des bekannten Malers Benjamin West war. Während seines Aufenthalts in England studierte er intensiv die Werke alter Meister und entwickelte seinen eigenen Stil in der Porträtmalerei.

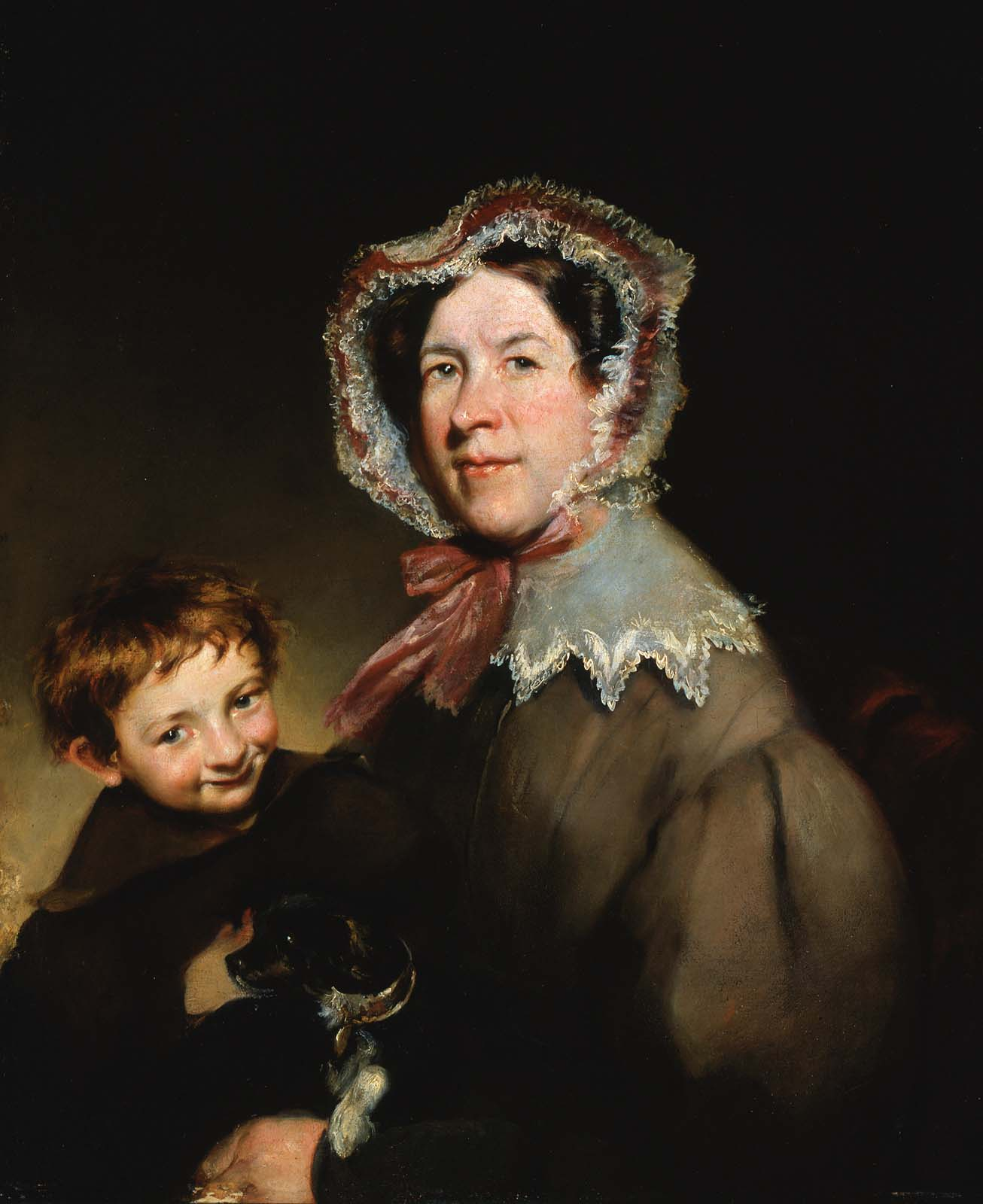
Samuel Lovett Waldo: Deliverance Mapes Waldo and Her Son (ca. 1830). Museum of Fine Arts Boston

Nach seiner Rückkehr in die Vereinigten Staaten ließ sich Waldo in New York nieder, wo er schnell Anerkennung als Porträtist fand. In den 1820er-Jahren arbeitete er eng mit William Jewett zusammen, der viele seiner Gemälde unter seiner Aufsicht ausmalte oder fertigstellte. Die beiden führten über Jahrzehnte eine künstlerische Partnerschaft. 1827 wurde Waldo in die National Academy of Design aufgenommen, deren Gründungsmitglied er war. Er war verheiratet und hatte mehrere Kinder. Er starb 1861 in New York City.

## Werk
Samuel Lovett Waldo spezialisierte sich auf die Porträtmalerei und fertigte zahlreiche bedeutende Bildnisse prominenter Persönlichkeiten seiner Zeit an, darunter Gouverneure, Geistliche und Geschäftsleute. Zu seinen bekanntesten Werken zählt das Porträt von DeWitt Clinton, das sich heute in der Sammlung des New-York Historical Society Museums befindet. Waldo bevorzugte einen klassischen, akademischen Stil, bei dem er großen Wert auf die detaillierte Darstellung von Kleidung und Haltung der Dargestellten legte. In seiner Zusammenarbeit mit William Jewett entwickelte sich eine produktive Atelierpraxis: Waldo malte meist die Gesichtspartien, Jewett die Kleidung und Hintergründe. Ihre gemeinsame Signatur lautete oft „Waldo and Jewett“. Neben seiner Tätigkeit als Maler war Waldo auch Lehrer und förderte junge Künstler in seinem Atelier.